# Ilja Gort
Ilja Gort (Amersfoort, 5 januari 1951) is een Nederlands schrijver, wijnboer en presentator die afwisselend in Nederland en in Frankrijk woont. Gort was tot 2000 succesvol in het componeren van reclametunes en daarna legde hij zich toe op het schrijven van boeken en het maken van wijn. 

## Muziek
Gort verhuisde op zesjarige leeftijd van Amersfoort naar Soest. Hij speelde op die leeftijd al muziek en maakte als drummer deel uit van enkele bands, waaronder de Amersfoortse band The Elements, I.Q. 150 uit Soest en de Delftse band After Tea. Daarna speelde hij als invaller regelmatig met Ramses Shaffy en in de formatie Brainbox. In 1973 bracht hij de single uit Everyday I See You met op de B-kant Motor Song, geproduceerd door Hans van Oosterhout. Gort componeerde en arrangeerde uiteenlopende reclametunes, waaronder zeer bekende voor onder andere Duo Penotti, Nationale-Nederlanden en Nescafé. Deze laatste tune, een arrangement van La colegiala van de Peruaanse muzikant Walter León Aguilar, werd in 160 landen gebruikt. In 1976 bracht hij samen met Hans Hollestelle als Beaugarde de plaat Solo Mortale. In 1980 scoorde het duo Max 'n' Specs een hit met het nummer Don't come stoned and don't tell Trude, gecomponeerd en geproduceerd door Ilja Gort. Ook schreef Gort de muziek voor de leader van de tv-programma's Klootwijk aan Zee, De Wilde Keuken en zijn eigen tv-programma’s Wijn aan Gort, Gort à la Carte, Gorts Wijnkwartier en Gort over de Grens.

## Wijn
In 1994 kocht Gort in Frankrijk, in Saint-Romain-la-Virvée, het Château de Lagarde, appellation Bordeaux Superieur, met 15 hectare wijngaarden. In 2010 veranderde hij de naam in Château la Tulipe de la Garde met inmiddels bijna 25 ha. In 2023 kwam zijn zoon Klaas in het bedrijf en werd de naam veranderd in Château Gort & Gort. De wijn werd aanvankelijk gemaakt door de Australische wijnmaker David Morrison, later door de Franse oenoloog Michel Rolland en inmiddels door zijn zoon Klaas Gort en de Amerikaanse wijnmaker Caroline Shipley. Op internationale wijnconcoursen winnen de Gort & Gort-wijnen bekroningen, waaronder de Prix d'Excellence op het Concours des Œnologues de France en Best Bordeaux Wine op de International Wine Challenge in Londen.

## Televisie
Voor Omroep MAX maakte Gort van 2012 tot 2015 de programma's Wijn aan Gort, over Franse wijnen en Gort à la Carte over de Franse keuken. Van 2017 tot 2025 maakt hij voor AVROTROS het programma Gort over de Grens (in Italië, Spanje en Frankrijk) en in 2018 het programma Gorts Wijnkwartier, waarin hij uitleg geeft over wijn en vragen van kijkers beantwoordt.

## Privé
Ilja Gort is in 2020 getrouwd met Caroline d'Hollosy. Hij heeft een zoon en een dochter uit een eerder huwelijk.

### Over wijn en voedsel
- Leven als Gort in Frankrijk (2004)
- Het wijnsurvivalboek (2005)
- Met Gort de Boer op (2005), geschreven samen met sterrenchef Jonnie Boer
- Overleven als Gort in Frankrijk (2006)
- De nieuwe wijnsurvivalgids (2010)
- De nieuwe wijnsurvivalgids (2015), herschreven uitgave
- Chateaukoken voor iedereen (2017), kookboek samen met Caroline d'Hollosy

### Slurp-serie
Geschreven samen met Caroline D'Hollosy
- Slurp! (2009)
- Slurp!2 (2010)
- Ik slurp dus ik ben (2011)
- Château Slurp (2012)
- Slurp Grand Cru (2015)
- Slurp à la Gort (2014)
- Slurpen in Frankrijk (2016)
- Slurp vakantiegids (2017)
- Slurpen zonder grenzen (2019)

### Romans
- Het Merlot Mysterie (2008)
- De Vrouwenslagerij (2012)
- De Geluksvogel, een herschreven versie van Het Merlot Mysterie (2013)
- Château Fatale (2015)
- De vulkaan (2017)
- De druivenfluisteraar (2019)
- Godendrank (2020)
- Bed en Breakfast (2021)
- Vrije vogels (2022)
- De Hemel (2023)
- De Flessentrekker (2024)
- Château Migraine (2025)

### Kinderboeken
Geschreven samen met Caroline D'Hollosy
- Zwijn gaat op muziek
- Zwijn kan toveren
- Zwijn wordt wild!

### Overig
- Reisgids Gort over de grens - Frankrijk

Gort schrijft verder columns voor diverse bladen.

## Bestseller 60
| Boeken met noteringen in de Nederlandse Bestseller 60 | Jaar van verschijnen | Datum van binnenkomst | Hoogste positie | Aantal weken | Opmerkingen |
| ----------------------------------------------------- | -------------------- | --------------------- | --------------- | ------------ | ----------- |
| Leven als Gort in Frankrijk                           | 2004                 | 24-03-2004            | 33              | 1            |             |
| Het wijnsurvivalboek                                  | 2005                 | 23-11-2005            | 37              | 1            |             |
| Het Merlot mysterie                                   | 2008                 | 25-06-2008            | 49              | 1            |             |
| Slurp!                                                | 2009                 | 02-12-2009            | 44              | 4            |             |
| Château fatale                                        | 2015                 | 29-04-2015            | 47              | 1            |             |
| De vulkaan                                            | 2017                 | 21-06-2017            | 46              | 5            |             |
| De druivenfluisteraar                                 | 2019                 | 03-04-2019            | 27              | 4            |             |
| Godendrank                                            | 2020                 | 15-04-2020            | 18              | 10           |             |
| Bed en breakfast                                      | 2021                 | 17-02-2021            | 15              | 8            |             |
| Vrije vogels                                          | 2022                 | 04-05-2022            | 14              | 11           |             |
| Reisgids Gort over de grens - Frankrijk               | 2023                 | 22-03-2023            | 26              | 3            |             |
| De Hemel                                              | 2023                 | 03-05-2023            | 9               | 8            |             |
| De Flessentrekker                                     | 2024                 | 22-05-2024            | 7               | 11           |             |
| Château Migraine                                      | 2025                 | 11-06-2025            | 8               | 11*          |             |